# Aeroportul Internațional Brasília
Aeroportul Internațional Brasília (IATA: BSB, ICAO: SBBR) este un aeroport din Lago Sul⁠(d), Districtul Federal, Brazilia ce deservește zona Brasília. Aeroportul a fost tranzitat în 2022 de 13.445.518 pasageri. A fost deschis în 3 mai 1957 și numit după Juscelino Kubitschek.
Situat la o altitudine de 1.066 m, aeroportul dispune de 2 piste. Este operat de Infraero⁠(d).

## Infrastructură

### Piste
Aeroportul dispune de 2 piste. Pista 11L/29R are suprafața de asfalt și dimensiunile 3.200 m × 45 m. Pista 11R/29L are suprafața de asfalt și dimensiunile 3.200 m × 45 m. 